# Åke Larsén
Åke Larsén, född 12 augusti 1943, död 19 januari 2012, var en svensk musiker, sångare och kompositör. 
Åke Larsén var främst känd som den snabbpratande och sjungande trumslagaren i Rockfolket, med låtar som "Cadillac" och "Karl-Alfred Boy" som sina signaturmelodier. Dessa sjöngs med Åkes karaktäristiska mörka "monsterröst". Som ung spelade han även i banden i East End Jazzmen, Stubinerna och The New Generation. The New Generation var förband till Bee Gees när de turnerade i Sverige i slutet av 1960-talet.
Senare spelade Larsén även i jazzbandet Prima, med bland andra "Rock-Boris" Boris Lindqvist och Hinke Ekestubbe. Primas specialitet var låtar av Louis Prima, förstås, och Louis Jordan - så kallad Las Vegas-jazz. De gjorde succé på Stockholmsklubben Stampen i Gamla stan. Åke Larsén skrev flera av de svenska texterna till Primas låtar, bland annat "En glass med banan till frugan" / "Banana split for my baby".
Som kompositör var hans mest kända låt "Johan B. Lund" (skriven tillsammans med Per-Arne Eklund) som framfördes av Svante Thuresson i Melodifestivalen 1977. Låten kom på andra plats.